# Antoni (Moskalenko)
Antoni, imię świeckie Władimir Iwanowicz Moskalenko, ros. Владимир Иванович Москаленко (ur. 29 września 1940 w Chabarowsku, zm. 23 kwietnia 2025 w Uralsku) – rosyjski biskup prawosławny. 

## Życiorys
Urodził się w rodzinie robotniczej. Ukończył studia prawnicze na uniwersytecie w Irkucku. 27 września 1969 w Nowosybirsku został wyświęcony na diakona, zaś 12 października 1969 – na kapłana. Służył następnie w różnych parafiach Krasnojarska i Tomska. 13 kwietnia 1970 złożył wieczyste śluby zakonne. Naukę w moskiewskim seminarium duchownym, a następnie Moskiewskiej Akademii Duchownej ukończył w 1977 w trybie zaocznym.
W 1981 został przeniesiony do eparchii chmielnickiej, gdzie służył w parafii w Dunajewcach. Od 12 października 1984 był proboszczem parafii przy soborze św. Włodzimierza w Kijowie. 13 października roku następnego w tej samej świątyni miała miejsce jego chirotonia na biskupa perejasławskiego, wikariusza eparchii kijowskiej. 30 grudnia 1986 przeniesiony na katedrę czerniowiecką. 23 listopada 1990 metropolita kijowski Filaret (Denysenko) zwolnił go z obowiązków biskupa ordynariusza. Powodem tej decyzji był fakt, iż biskup Antoni nie znał języka ukraińskiego. 30 stycznia 1991 patriarcha moskiewski i całej Rusi Aleksy II skierował go do eparchii uralskiej jako jej nowego zwierzchnika (z tytułem biskupa uralskiego i gurjewskiego).
Od 25 lutego 1997 arcybiskup. 4 października 2012 r. tytuł hierarchy został zmieniony na „uralski i aktobski”, a 24 marca 2022 r. – w związku z utworzeniem eparchii aktobskiej – na „uralski i atyrauski”.
W 2012 stanął na czele komisji rewizyjnej Metropolitalnego Okręgu Rosyjskiego Kościoła Prawosławnego w Republice Kazachstanu. W 2022 r. odszedł w stan spoczynku w związku z przekroczeniem 75. roku życia.